# Agave papyrocarpa
Agave papyrocarpa là một loài thực vật có hoa trong họ Măng tây. Loài này được Trel. mô tả khoa học đầu tiên năm 1913.